# マルティニーク・エメ・セゼール国際空港
マルティニーク・エメ・セゼール国際空港（仏語：Aéroport international Martinique Aimé Césaire）は、フランスの海外県マルティニークの首都フォール＝ド＝フランスにある空港。1950年開港。2007年1月15日にフォール＝ド＝フランス空港から、『エメ・セゼール』からとって改名された。

## 就航路線
- パリ (オルリー)

## 統計
元のウィキデータクエリを参照してください.